# フィレット
フィレット（イタリア語: Filetto）は、イタリア共和国アブルッツォ州キエーティ県にある、人口約900人の基礎自治体（コムーネ）。

## 地理

### 位置・広がり

#### 隣接コムーネ
隣接するコムーネは以下の通り。
- アーリ
- カザカンディテッラ
- グアルディアグレーレ
- オルソーニャ
- サン・マルティーノ・スッラ・マッルチーナ
- ヴァクリ

## 行政

### 分離集落
フィレットには、以下の分離集落（フラツィオーネ）がある。
- Casone Lenzetta, Viano, Calvario, Castagna, Cavallo Morto, Colle Di Sciore